# Ranavalona I
Ranavalona I, född ca 1782–1790, död 16 augusti 1861 i Antananarivo, Madagaskar, var regerande drottning av Madagaskar 1 augusti 1828–16 augusti 1861. 
Hon var dotter till Andriantsalamanjaka och senare adoptivdotter till kung Andrianampoinimerina. Hon efterträdde sin make Radama I på tronen, och var senare gift med Rainiharo, som var landets förste regeringschef. Hon var fientligt inställd till europeisk kultur, och förbjöd utövande av kristendom. Enligt vissa källor ska mellan en tredjedel och hälften av Madagaskars befolkning ha dött under hennes regeringstid. Av europeiska historiker har hon fått öknamnen "Madagaskars galna drottning" och "Den kvinnliga Caligula".

## Biografi

### Tidigt liv
Inte mycket är känt om hennes ursprung. Hon föddes troligen mellan 1782 och 1790. Hon var inte av kunglig börd, men hennes far fick reda på ett planerat attentat mot den framtida kungen Andrianampoinimerina. Tack vare att han avslöjade planen stoppades den, och när Andrianampoinimerina blev kung belönade han informatören genom att adoptera Ranavalona som sin dotter. 
Ranavalona fick också gifta sig med hans son Radama, som senare blev kung Radama I. Paret fick emellertid inga barn; Ranavalona fick dock senare en son, prins Rakoto, vars far officiellt var Radama I. Denne hade dock dött mer än nio månader innan prinsens födelse, och barnets biologiska far var eventuellt Ranavalonas älskare, Andrianamihaja, som senare blev avrättad efter att ha varit tillsammans med en annan kvinna.

### Drottning
När Radama dog barnlös 1828 var – enligt landets matrilinjära successionsordning – den rättmätige tronarvingen Rakatobe, äldste son till Radamas äldsta syster. Ranavalona hade dock allierat sig med religiösa och militära ledare och gjorde sig av med de av Rakatobes anhängare som inte accepterade henne som drottning. Den 1 augusti 1828 utropades hon till drottning av Madagaskar. 
Som drottning svor hon att upprätthålla den gamla kulturen och tron. Hon avvecklade flera av kung Radamas reformer och avbröt handelsavtal med engelska och franska representanter. Andra folkgrupper än Merina utsattes för plundringar av Ranavalonas trupper. Merinaarmén upprustades och industrin utvecklades med hjälp av en fransk skeppsbruten, Jean Laborde. 
Under 1830-talet förbjöds kristen undervisning. Kristna missionärer lämnade ön eller gick under jorden och vid flera tillfällen avrättades kristna.
Motståndet mot Ranavalona från europeiskt håll växte, och fransmannen Joseph Lambert konspirerade med Jean Laborde och prins Rakoto i ett försök att avsätta Ranavalona. Deras plan misslyckades och européerna skickades till fastlandet (reseskildraren Ida Pfeiffer var också involverad i händelsen). Ranavalona fortsatte regera Madagaskar till sin död den 16 augusti 1861. 
Hon hade hållit kolonialmakterna utanför landet som blivit mer och mer isolerat under hennes styre. Hon efterträddes efter sin död av sin son, prins Rakoto, under namnet Radama II. Landet öppnades då upp och fransmännen kom så småningom att ta kontroll över landet och avskaffa monarkin.